# Vierges pour Satana
Pour plus de détails, voir Fiche technique et Distribution.
Vierges pour Satana (Una spada per Brando) est un film d'aventures italien réalisé par Alfio Caltabiano et sorti en 1970.

## Synopsis
Au Moyen Âge, une secte d'hérétiques enlève des jeunes femmes vierges pour en faire des sacrifices humains. Le brave Robin des Bois va contrecarrer leurs projets.

## Fiche technique
- Titre français : Vierges pour Satana ou Une épée pour Brando[2]
- Titre original italien : Una spada per Brando[1],[3]
- Réalisateur : Alfio Caltabiano
- Scénario : Alfio Caltabiano
- Photographie : Aldo Giordani (it)
- Montage : Eugenio Alabiso
- Musique : Carlo Rustichelli
- Décors : Amedeo Mellone
- Costumes : Silvana Pantani
- Production : Luigi Rovere
- Sociétés de production : Regalfilm
- Pays de production :  Italie
- Langue originale : italien
- Format : Couleur par Technicolor - 2,35:1 - Son mono - 35 mm
- Durée : 95 minutes
- Genre : drame sentimental
- Dates de sortie :
  - Italie : 14 mai 1970
  - France : 26 janvier 1971

## Distribution
- Riccardo Salvino (sous le pseudo de « Paul Winston ») : Robin des Bois (« Brando » dans la version originale italienne)
- Karin Schubert : Samanta
- Tano Cimarosa : frère cupide
- Furio Meniconi : grand frère
- Gérard Herter
- Sandro Dori : Fra' Gisippo
- Richard Watson
- Gianna Zingone
- Dante Maggio
- Consalvo Dell'Arti
- Paolo Magalotti
- Giorgio Dolfin
- Alfio Caltabiano : le comte